# اسمدرفو
اسمدرفو (به صربی: Смедерево) یا سمندریه شهری در استان زنتراصربین کشور صربستان است که جمعیت آن در سال ۲۰۰۶ میلادی ۶۲٫۸۰۷ نفر بوده‌است.

## جستارهای وابسته

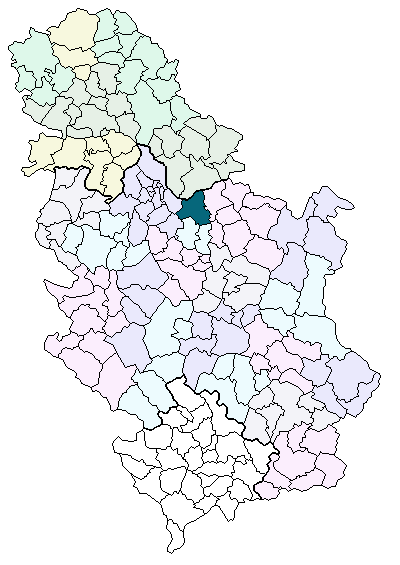